# Colonia Leandro Valle
Colonia Leandro Valle är en ort i Mexiko.   Den ligger i kommunen Tlalixcoyan och delstaten Veracruz, i den sydöstra delen av landet, 300 km öster om huvudstaden Mexico City. Colonia Leandro Valle ligger 14 meter över havet och antalet invånare är 120.
Terrängen runt Colonia Leandro Valle är mycket platt. Runt Colonia Leandro Valle är det ganska glesbefolkat, med 43 invånare per kvadratkilometer. Närmaste större samhälle är Tlalixcoyan, 1,4 km söder om Colonia Leandro Valle. Omgivningarna runt Colonia Leandro Valle är en mosaik av jordbruksmark och naturlig växtlighet.